# Mlhovina Koňská hlava
Mlhovina Koňská hlava (také Barnard 33 a IC 434) je temná mlhovina v souhvězdí Orionu. Nachází se přímo pod hvězdou Alnitak, nejvýchodnější hvězdou pásu Orionu. Od Země je vzdálená 1 500 světelných let a je široká 3,5 ly. Patří mezi nejsnáze identifikovatelné mlhoviny na obloze, je součástí tmavého prachovo-plynového mraku a má tvar koňské hlavy. 

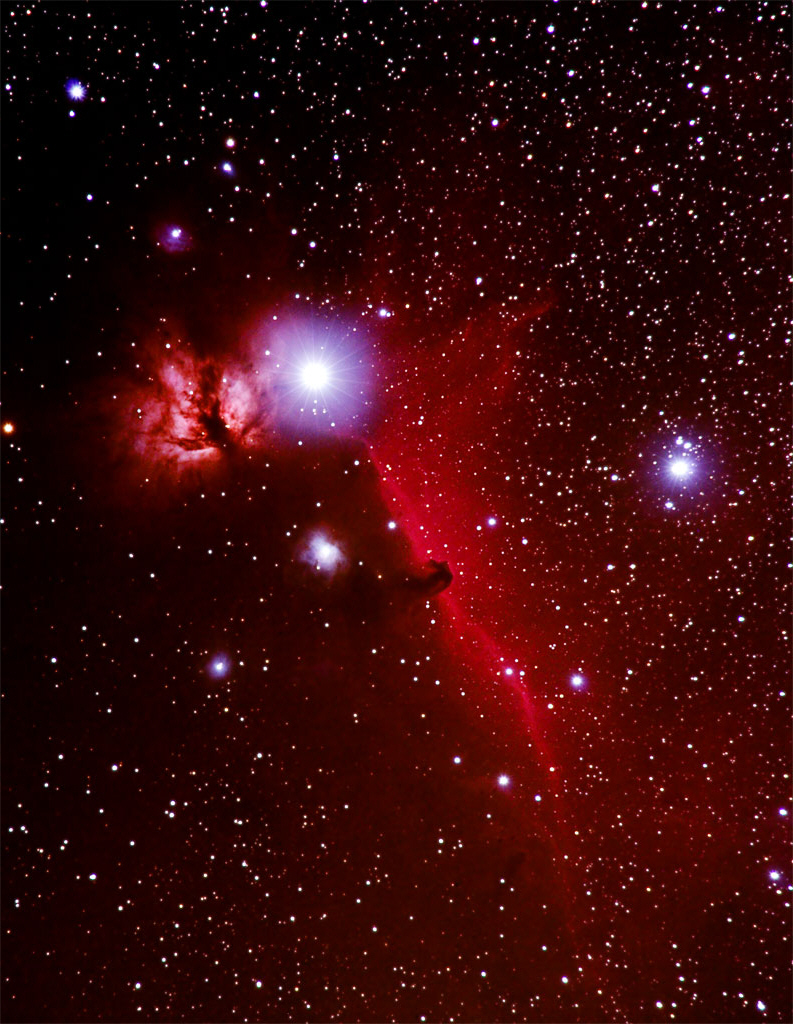
Temná mlhovina Koňská hlava na popředí červeně zářící emisní mlhoviny

Drobný černý zářez do červené, emisní mlhoviny, můžeme vidět ve středu fotografie vlevo. Připomíná koňskou hlavu. Jasná hvězda poblíž je součástí známého pásu souhvězdí Orion. Tvar koňské hlavy je tmavý, protože se jedná o hustý oblak prachu, který leží v popředí a zastiňuje červené světlo emisní mlhoviny. To je způsobeno emisí viditelného světla excitovaného plynu (především vodíku) ultrafialovým zářením blízké hvězdy. Na obrázku je rovněž vidět modrá reflexní mlhovina, která je tvořena prachem, odrážejícím modré světlo sousedních hvězd.
Koňská hlava patří k nejčastěji foceným objektům amatérských astronomických fotografů.